# Шемса Гавранкапетановић
Шемса Гавранкапетановић (рођена 1945) је српска сликарка.

## Биографија
Рођена је 1945. године у Сарајеву. Дипломирала је на Факултету ликовних уметности Универзитета уметности у Београду у класи професора Недељка Гвозденовића 1968, завршила је постдипломске студије на истом факултету у класи професора Стојана Ћелића и специјални течај у Београду. Самостално је излагала у Београду 1970. и 1972. и Сарајеву 1970. и 1973. године. Учествовала је на изложбама Удружења ликовних уметника Србије 1970, 1971. и 1973, Октобарском салону 1969. и 1970, изложби „НОБ у делима ликовних уметника Југославије” 1971, изложби цртежа младих југословенских уметника „Свет у коме живимо” 1973, тридесет година УЛУС-а 1975. и на групним изложбама у Сарајеву, Мостару и Ечки. Живи и ради у Херцег Новом и Београду.